# زولتسفلد ام ماین
زولتسفلد ام ماین (به آلمانی: Sulzfeld am Main) یک شهر در آلمان است که در کیتسینگن واقع شده‌است.